# Robert Balling
Robert Balling (Uniontown, 16 dicembre 1952) è un geografo e climatologo statunitense.
È considerato uno dei maggiori scienziati scettici sui cambiamenti climatici. 

## Biografia
Balling ha studiato alla Wittenberg University, un'università privata sita a Springfield, dove ha conseguito il Bachelor of arts in geografia nel 1974. Ha perfezionato i suoi studi prima alla Bowling Green State University (dove ha conseguito il master universitario in geografia nel 1975) e poi all'Università dell'Oklahoma, dove ha conseguito il Ph.D in geografia nel 1979. Dopo il dottorato, ha lavorato per cinque anni come professore assistente all'Università del Nebraska-Lincoln, poi è entrato all'Università statale dell'Arizona, dove ha svolto la sua carriera accademica nel Dipartimento di geografia diventando professore assistente nel 1987, professore associato nel 1989 e professore ordinario nel 1998. Dal 1988 al 2004 Balling è stato inoltre direttore del Laboratorio di climatologia dell'Università statale dell’Arizona. Nel 2004 è stato nominato professore presso la School of Geographical Sciences, che appartiene anch'essa all'Università statale dell’Arizona. Durante la sua carriera, Balling si è occupato di ricerche su vari fattori che possono influenzare il clima terrestre. È autore o coautore di sei libri e di più di 120 articoli scientifici.

## Posizioni sui cambiamenti climatici
Balling contesta il consenso scientifico sull'origine antropica del riscaldamento globale attualmente in corso e sulle sue conseguenze negative. Egli concorda sul fatto che il contributo dell'uomo al riscaldamento sia reale, ma ritiene che sia relativamente modesto e pensa che il problema del riscaldamento globale sia sopravvalutato e non costituisca una minaccia ambientale. Balling sostiene che il cambiamento climatico sia provocato soprattutto dall'attività del sole e dalle eruzioni vulcaniche e che l'anidride carbonica emessa dalle attività umane avrà un effetto positivo sulle piante. Balling è stato affiliato al Cato Institute, un centro studi di orientamento conservatore noto per la sua posizione scettica sui cambiamenti climatici. Nel libro The Satanic Gases, scritto da Balling insieme a Patrick Michaels, gli autori sostengono che le previsioni dell'IPCC sul riscaldamento globale sono sbagliate e che il problema è stato distorto dalla sfera politica. Queste affermazioni sono state criticate sulla rivista American Scientist dal fisico John W. Firor (ex direttore del Centro nazionale per gli studi atmosferici degli Stati Uniti d'America), il quale ha affermato tra l'altro che Balling e Michaels non hanno dimostrato nel libro l'affermazione riportata nella sovraccoperta del volume secondo cui le previsioni sul riscaldamento globale sono 'semplicemente sbagliate', che i due autori hanno criticato il protocollo di Kyoto senza conoscerlo e che hanno citato le affermazioni di un noto scienziato fuori dal contesto.
Balling è stato menzionato tra gli scienziati finanziati dall'industria dei combustibili fossili nel libro The Heat is on, scritto dal giornalista Ross Gelbspan e pubblicato nel 1997. Ciò ha portato il giornale Star Tribune a pubblicare un editoriale in cui si parlava di una "campagna di disinformazione" da parte di alcuni climatologi. Balling e il suo collega Patrick Michaels, citati nell'articolo, hanno presentato una denuncia contro lo Star Tribune al Minnesota News Council. Nell'udienza svoltasi nel 1998, Balling ha riconosciuto di aver ricevuto "$ 408.000 in finanziamenti per la ricerca dall'industria dei combustibili fossili nell'ultimo decennio (di cui la sua università prendeva il 50% per le spese generali)", ma ha negato che tali finanziamenti abbiano influenzato il risultato delle sue ricerche scientifiche.